# Удлигенсвиль
Удлигенсвиль (нем. Udligenswil) — коммуна в Швейцарии, в кантоне Люцерн. 
Входит в состав округа Люцерн. Население составляет 2050 человек (на 31 декабря 2006 года). Официальный код — 1067.